# General Aviation GA-43
Die General Aviation GA-43 war ein in kleiner Stückzahl produziertes Verkehrsflugzeug der 1930er-Jahre. Im deutschsprachigen Raum wegen des Einsatzes bei der Swissair besser bekannt als Clark GA-43, war das Flugzeug auch als Pilgrim 150 oder Fairchild 150 bezeichnet worden.

## Entwicklung
Der Prototyp war bei Fairchild in deren Abteilung American Pilgrim entstanden. Das Projekt wurde beim Verkauf der Firma von der General Aviation Manufacturing Corporation übernommen. Kurz danach flog das Flugzeug erstmals; trotz des Erstfluges im Jahr 1932 fand der Bau weiterer Maschinen erst 1934 statt. In der Zwischenzeit hatte General Motors eine Kontrollmehrheit an North American Aviation erworben und führte sie mit der General Aviation Manufacturing Corporation zusammen. Damit war die GA-43 gleichzeitig das erste Flugzeug, das von North American gebaut wurde. Verantwortlicher Ingenieur für das Flugzeug war der Luftfahrtpionier Virginius Clark. Eine dreimotorige Variante war erwogen aber nicht gebaut worden.

## Aufbau
Die GA-43 war ein Ganzmetall-Flugzeug in Tiefdecker-Konfiguration. Während der Prototyp über ein starres Fahrwerk mit Heckrad verfügte, wurden später die Hauptfahrwerke einziehbar gestaltet. Drei der vier produzierten Maschinen flogen in dieser Konfiguration, während das vierte Flugzeug über zwei Schwimmer zum Betrieb auf Wasserflächen verfügte. Im Rumpf mit ovalem Querschnitt befand sich die Passagierkabine mit 10 Sitzen, während das Cockpit erhöht angeordnet war.
Als Triebwerke kamen Wright Cyclone 1820 mit 700 PS zum Einsatz, wobei das Flugzeug HB-ITU der Swissair mit einem 600-PS-Motor vom Typ Wasp, das Schwimmerflugzeug mit einem Pratt & Whitney R-1690 ausgerüstet waren.

## Einsatz
- Swissair (2 Flugzeuge)
- SCADTA (1 Schwimmerflugzeug)
- LAPE (1 Flugzeug)
- Der Prototyp ging nach Japan.[4]

## Unfall an der Rigi

Das zerstörte Flugzeug im Waldhang, immer noch bei Nebel

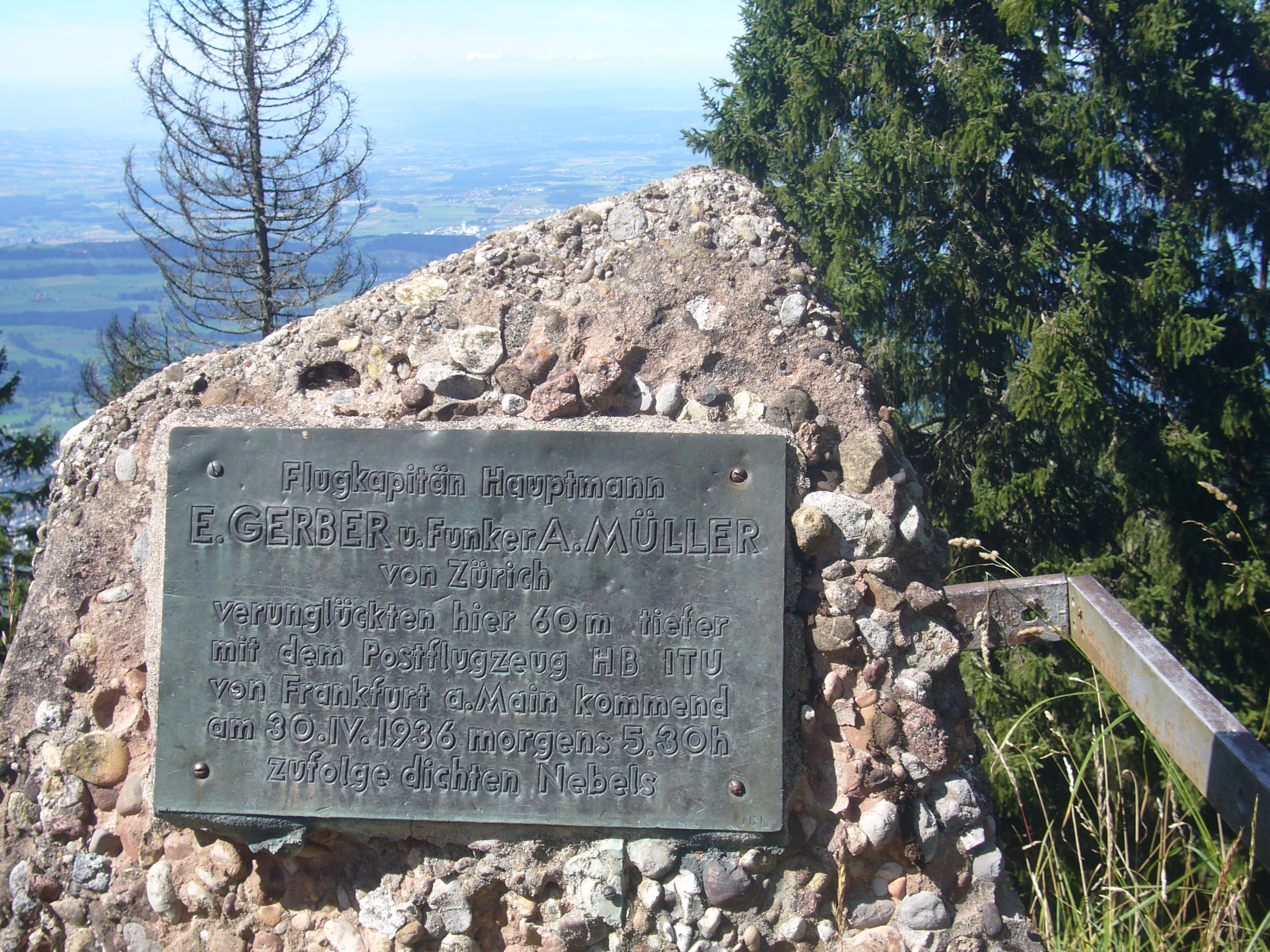
Gedenktafel für das Flugzeug auf Rigi Staffelhöhe

Am 30. April 1936 kollidierte das Flugzeug HB-ITU wegen Navigationsproblemen mit der Westflanke der Rigi im Gebiet Rigi Staffelhöhe. Der Pilot und der Funker kamen dabei ums Leben.

## Technische Daten
| Kenngröße              | Daten    |
| ---------------------- | -------- |
| Besatzung              | 2        |
| Passagiere             | 10       |
| Länge                  | 13,13 m  |
| Spannweite             | 16,15 m  |
| Höhe                   | 2,90 m   |
| Flügelfläche           | 43,2 m²  |
| Leermasse              | 2.420 kg |
| Startmasse             | 3.970 kg |
| Höchstgeschwindigkeit  | 312 km/h |
| Reisegeschwindigkeit   | 274 km/h |
| Mindestgeschwindigkeit | 104 km/h |
| Reichweite             | 680 km   |